# Kumla kyrkby
Kumla kyrkby is een plaats in de gemeente Sala in het landschap Västmanland en de provincie Västmanlands län in Zweden. De plaats heeft 210 inwoners (2005) en een oppervlakte van 56 hectare.

## Verkeer en vervoer
Bij de plaats loopt de Riksväg 70.
Door de plaats loopt een spoorlijn.